# Villiers-sur-Orge
Villiers-sur-Orge  [vilie syʁ ɔʁʒ] je francouzská obec v departementu Essonne v regionu Île-de-France.

## Poloha
Obec Villiers-sur-Orge se nachází asi 29 km jihozápadně od Paříže, leží na řece Orge. Obklopují ji obce Ballainvilliers od západu na sever, Épinay-sur-Orge na severovýchodě, Sainte-Geneviève-des-Bois na východě a jihovýchodě a Longpont-sur-Orge na jihu a jihozápadě.

## Vývoj počtu obyvatel
Počet obyvatel